# Rampage (computerspel)
Rampage is een computerspel dat werd ontwikkeld en uitgegeven door Bally Midway. Het computerspel werd uitgebracht in 1986 uitgebracht als arcadespel. Later kwam het actiespel beschikbaar voor een groot aantal homecomputers. Het spel gaat over George, Lizzy en Ralph die zijn veranderd in respectievelijk Gorilla, Lizard en Werewolf. De monsters moeten op huizen klimmen om deze doen instorten. Tijdens het slopen moet de speler ook de politie vernietigen die hun probeert neer te schieten. Om te voorkomen dat de speler weer mens wordt moeten er voldoende planten gegeten worden. Het eten van dynamiet is echter fataal. Als de stad is verwoest stijgt de speler een level. In totaal zijn er 768 levels.

## Platforms
| Jaar | Platform                                            |
| ---- | --------------------------------------------------- |
| 1986 | Arcade                                              |
| 1987 | Atari 8-bit, Atari ST, Commodore 64, ZX Spectrum    |
| 1988 | Amstrad CPC, Apple II, DOS, NES, SEGA Master System |
| 1989 | Amiga, Atari 2600, Atari 7800, TRS-80 CoCo          |
| 1990 | Lynx                                                |

## Ontvangst
| Beoordeeld door                       | Platform           | Datum           | Score |
| ------------------------------------- | ------------------ | --------------- | ----- |
| ACE (Advanced Computer Entertainment) | Commodore 64       | februari 1988   | 89%   |
| ACE (Advanced Computer Entertainment) | ZX Spectrum        | maart 1988      | 88%   |
| The Atari Times                       | Atari 8-bit        | 22 juni 2003    | 73%   |
| Power Play                            | Atari ST           | februari 1988   | 65%   |
| Happy Computer                        | Commodore 64       | januari 1988    | 55%   |
| Power Play                            | Commodore 64       | december 1987   | 55%   |
| ACE (Advanced Computer Entertainment) | SEGA Master System | april 1989      | 52%   |
| Retrogaming.it                        | SEGA Master System | 22 januari 2008 | 50%   |
| Defunct Games                         | Lynx               | 24 oktober 2004 | 50%   |
| Retro Gamer                           | Atari 8-bit        | augustus 2004   | 11%   |

## Vervolgen
- Rampage World Tour (1997, Arcade)
- Rampage 2: Universal Tour (Arcade, 1999 Nintendo 64)
- Rampage Through Time (2000, PlayStation)
- Rampage: Total Destruction (2006, GameCube, PS2, Wii)

## Trivia
Het spel is te zien in de film Terminator 2.